# Ялоу, Розалин
Розалин Сасмен Ялоу (англ. Rosalyn Sussman Yalow; 19 июля 1921, Нью-Йорк, США — 30 мая 2011, Нью-Йорк, США) — американский биофизик. Получила Нобелевскую премию по медицине в 1977 году «За развитие радиоиммунологических методов определения пептидных гормонов».

## Биография
Розалин Сасмен Ялоу родилась 19 июля 1921 года в Нью-Йорке, в семье еврейских иммигрантов Саймона Сассмана и Клары Циппер, работавших в сфере торговли упаковочными материалами. Окончила Хантерский колледж в 1941 году, где у неё появился интерес к физике. Однако, будучи женщиной, она посчитала, что ни один университет не примет её. Сасмен поступила машинисткой в Колумбийский университет, затем перешла на должность секретарши. Но в тот же год она получила приглашение в Университет Иллинойса в Урбане-Шампэйн, что было связано с нехваткой мужчин из-за войны. В 1943 году Сасмен вышла замуж за Арона Ялоу. В 1945 году она стала доктором философии в ядерной физике.
После защиты диссертации Сасмен Ялоу стала работать в Бронкском госпитале Управления делами ветеранов, где в сотрудничестве с Соломоном Берсоном она участвовала в разработке метода радиоизотопного определения биологических составляющих крови. Изначально они разработали метод исключительно чувствительного детектирования инсулина в человеческой плазме. Разработанный радиоиммунологический метод стал широко применяться к сотням других минорных компонентов крови, таких как гормоны, витамины и ферменты, которые не могли быть измерены раньше из-за их низкой концентрации в крови.
Хотя большинство научных работ Яллоу выполнила в соавторстве с Соломоном Берсоном, он умер до присуждения Нобелевской премии.
Скончалась 30 мая 2011 года в Нью-Йорке.

## Награды
- 1971 — Международная премия Гайрднер
- 1972 — Премия Диксона
- 1975 — Премия Американской медицинской ассоциации.
- 1976 — Премия Альберта Ласкера за фундаментальные медицинские исследования.
- 1977 — Нобелевская премия по физиологии и медицине (Соломон Берсон умер в 1972 году и не смог разделить премию).
- 1979 — Награда Президента США за выдающиеся достижения на федеральной гражданской службе.
- 1988 — Национальная научная медаль США.